# كارلوس جبريل موريرا دي أوليفيرا
كارلوس جبريل موريرا دي أوليفيرا (30 أبريل 1999 في البرازيل - ) هو لاعب كرة قدم برازيلي في مركزي الدفاع والظهير. لعب مع أتلتيكو مينييرو.

## وصلات خارجية
- كارلوس جبريل موريرا دي أوليفيرا على موقع قاعدة بيانات كرة القدم.إي يو (الإنجليزية)
- كارلوس جبريل موريرا دي أوليفيرا على موقع Soccerway.com (الإنجليزية)